# Andre Manders
Andre Taurean Manders (Hamilton, 9 luglio 1986) è un ex calciatore bermudiano, di ruolo centrocampista.